# Mason-Dixonova linija
Mason-Dixonova linija (angleško Mason–Dixon line) je razmejitvena črta, ki ločuje štiri ameriške zvezne države in je del meja Pensilvanije, Marylanda, Delawara in Zahodne Virginije (do leta 1863 del Virginije). Med letoma 1763 in 1767 sta jo izmerila Charles Mason in Jeremiah Dixon kot del reševanja mejnega spora med Marylandom, Pensilvanijo in Delawarom v kolonialni Severni Ameriki. Spor se je začel skoraj stoletje prej, ko sta kralj Karel I. Lordu Baltimoru (Maryland) in kralj Karel II. Williamu Pennu (Pensilvanija in Delaware) podelila nekoliko nejasno zamejeni posesti.
Največji vzhodno-zahodni del Mason-Dixonove linije vzdolž južne meje Pensilvanije je kasneje neuradno postal znan kot meja med južnimi suženjskimi državami in severnimi svobodnimi državami. Ta raba je prišla v ospredje med razpravo o Misurijskem kompromisu leta 1820, ko je šlo za določitev meja med suženjskim in svobodnim ozemljem, ponovno pa se je pojavila med ameriško državljansko vojno, ko so bile v igri tudi obmejne države. Konfederacija ameriških držav je del linije v Virginiji razglasila za del svoje severne meje, čeprav nikoli ni izvajala pomembnega nadzora tako daleč na severu - še posebej po tem, ko se je Zahodna Virginija leta 1863 odcepila od Virginije in se kot samostojna država pridružila Uniji. Še danes se uporablja v prenesenem pomenu linije, ki kulturno, politično in družbeno ločuje severovzhod in jug (glej Dixie/Ameriški jug).